# Moulay Yacoub
Moulay Yacoub is een plaats in Marokko en is de hoofdplaats van de provincie Moulay Yacoub.
In 2004 telde Moulay Yacoub 3153 inwoners. De stad staat bekend om haar warmwaterbronnen.
Moulay Yacoub is vernoemd naar Abu Yusuf Yaqub al-Mansur.